# Fejér Tamás
Fejér Tamás (Pécs, 1920. december 29. – Budapest, 2006. június 27.) Balázs Béla-díjas (1974) magyar filmrendező, egyetemi tanár.

## Életpályája és munkássága
Pályafutását keskenyfilmesként kezdte. 1937-ben A nő és a gép című amatőrfilmmel Párizsban II. díjat nyert. 1938-tól a Hunnia Filmgyárban volt gyakornok. 1943-ban jelent meg Film című filmesztétikai könyve. 1945-ben részt vett a filmszakma újjászervezésében, a Színművészeti Főiskola oktatója volt, az Országos Filmhivatal keskeny- és kisfilmosztályának előadója volt. 1948-ban nevéhez fűzödött az első felszabadulás utáni magyar szinkron elkészítése (Hősök hajója - Varjag cirkáló). 1949–1951 között a Hunnia gyártási főosztályvezetője volt. Ezután Várkonyi Zoltán és Fehér Imre rendezőasszisztense volt; 1956-tól önállóan rendezett. Az arcnélküli városban (1960) az ellenforradalom utáni idők társadalomrajzát vázolta fel izgalmas bűnügyi történet keretében. Egyik legfigyelemreméltóbb munkája a Kertes házak utcája című mai (1971) erkölcsrajz. 1962-ben a Budapest Stúdió munkatársa volt. 1963-tól ismét a Hunnia munkatársa, ahol az egyik gyártási csoport vezetője volt. 1974–1980 között a Mafilm rendezői osztályvezetője volt. Több ízben vitte kamera elé Csurka István forgatókönyveit.

## Filmjei
| Filmrendezőként Játékfilmek A nő és a gép (1937) Az ipar újra él! (1947) Magyar gépipar és kohászat (1947) Operettalbum (1953) Nem igaz (1955) Emlékalbum (1955) Dandin György, avagy a megcsúfolt férj (1955) Eger (1956) Törődj munkatársaiddal! (1957) Komikusok albuma (1957) Bogáncs (1958) Szerelemcsütörtök (1959) Az arcnélküli város (1960) Jó utat, autóbusz! (1961) Kertes házak utcája (1962) Miért rosszak a magyar filmek? (1964) Patyolat akció (1965) A férfi egészen más (1966) Horgászvizeken (1967) A beszélő köntös (1969) (forgatókönyvíró is) Hekus lettem (1972) Az idő ablakai (1969) (forgatókönyvíró is) Ballagó idő (1975) (forgatókönyvíró is) A királylány zsámolya (1976) (forgatókönyvíró is) Veszélyes játékok (1980) (forgatókönyvíró is) Csere Rudi (1988) TV-filmek Sporthorgászok (1957) A Tenkes kapitánya I.-XIII. (1964-1965) Princ, a katona I.-XIII. (1966) A hegyek két oldala (1966) Tüskevár I.-VIII. (1967) (forgatókönyvíró is) Adósság (1967) Kazamaták titka (1971) Az öreg bánya (1972) Az öreg bánya titka (1973) Pocok, az ördögmotoros (1974) Utánam, srácok! (1975) Székács a köbön (1978) (forgatókönyvíró is) A világ közepe (1979) Lógós (1981) Csata a hóban (1982) Gyalogbéka (1985) | - Beszterce ostroma (1948) - Különös ismertetőjel (1955) - Tanár úr kérem… (1956) - Bakaruhában (1957) - Sóbálvány (1958) |

## Könyve
- Film (1943)

## Díjai
- Balázs Béla-díj (1974)
- A filmszemle életműdíja (2000)